# باغ ایلخانی

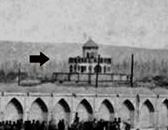
برج نوش یا قصر نوشین در باغ ایلخانی اواخر دوره قاجار

باغ ایلخانی از باغ‌ها و بناهای بزرگ تهران قدیم است که الله قلی خان ایلخانی، معروف به حاجی ایلخانی از رجال و شاهزادگان معروف قاجاری، و به عنوان عیش‌گاه خود، ساخته بود. این باغ که امروزه اثری از آن باقی نمانده، در خیابان فردوسی امروزی، و در محلی که امروزه ساختمان بانک ملی ایران قرار دارد، واقع بود.
مهدی بامداد در کتاب شرح حال رجال ایران، دربارهٔ این باغ و بانی آن نوشته است:
...[حاجی ایلخانی] دستگاه بسیار عالی برای خود ترتیب داده بود و باغ او (عیش گاهش)، محل بانک ملی فعلی و سایر مؤسسات آن بود. باغ مزبور به حدی بزرگ بوده که سمت مشرقش، خیابان فردوسی و سمت مغرب آن، عمارت برج نوش بود.
خیابان فردوسی، در دوره قاجاریه به واسطه وجود باغ ایلخانی در آن، گاهی با عنوان خیابان باغ ایلخانی نیز خوانده می‌شده است.
طاهره قرة العین، از شاعران، مبلغان و رهبران مذهب بابیه، را به حکم دو تن از عالمان شرع در این باغ کشتند و جسدش را در چاهی انداختند.